# Paradelia intersecta
Paradelia intersecta är en tvåvingeart som först beskrevs av Johann Wilhelm Meigen 1826.  Paradelia intersecta ingår i släktet Paradelia och familjen blomsterflugor. Arten är reproducerande i Sverige. Inga underarter finns listade i Catalogue of Life.